# Resistència aerodinàmica
La resistència aerodinàmica, o simplement resistència, és el component de la força que pateix un cos en moure's a través de l'aire en la direcció de la velocitat relativa entre l'aire i el cos. La resistència és sempre de sentit oposat a aquesta velocitat, per això, habitualment es diu que la resistència aerodinàmica és la força que s'oposa a l'avanç d'un cos a través de l'aire. Parlant de resistència de forma més general, per un cos en moviment en el recorregut d'un fluid, aquest component rep el nom d'arrossegament; tot i que en el cas de l'aigua, se'n diu resistència hidrodinàmica.

## Tipus de resistències aerodinàmiques
- Resistència total a l'avanç: Força que correspon al decreixement en moment en la direcció del corrent extern inalterat que flueix al voltant del cos. També és la força total que posa resistència al moviment del cos pel fluid. A la resistència total a l'avanç hi contribueixen, entre d'altres, la resistència aerodinàmica per pressió i la resistència aerodinàmica per fregament.
- Resistència aerodinàmica per fregament (o resistència aerodinàmica per fricció superficial): Es deu a la viscositat que actua tangencialment a tots els punts de la superfície del cos. A cada punt hi ha una component alineada i oposada al corrent extern inalterat. No existeix en fluids no viscosos.
- Resistència aerodinàmica per pressió:És generada per la força de pressió. Hi contribueixen la resistència aerodinàmica induïda, la resistència a la formació d'ones i la resistència aerodinàmica de forma.
- Resistència aerodinàmica induïda: Depèn de la sustentació i no depèn dels efectes viscosos. Es pot calcular en fluids no viscosos. Quant més grans siguin els vèrtexs de les puntes de les ales, menor serà la seva efectivitat per a produir incidència i resistència aerodinàmica.
- Resistència a la formació d'ones: està associada a la formació d'ones de xoc en vols d'alta velocitat.
- Resistència aerodinàmica de forma: És la força total que actua en direcció cap enrere degut a la forma.
- Resistència aerodinàmica del perfil (o resistència aerodinàmica de la capa límit): És la suma de la fricció superficial i la resistència aerodinàmica de forma.